# Gyula Rákosi
Gyula Rákosi (* 9. Oktober 1938 in Budapest) ist ein ehemaliger ungarischer Fußballspieler und -trainer.

## Spielerkarriere

### Beginn
Begonnen hatte alles mit dem ständigen Treten gegen Steine während des Heimwegs von der Schule, bis er von seinem Vater wegen der Schädigung des Schuhwerks in aller Deutlichkeit daraufhin ermahnt wurde. Mit dem Vorschlag einem Verein beizutreten, der ihm das richtige Schuhwerk sehr wohl bereitstellen würde, wurde dieser umgehend umgesetzt.

### Vereine
Aus der Jugendmannschaft von Ferencváros Budapest hervorgegangen, rückte er im Jahr 1957 in die Erste Mannschaft auf. Fortan kam er bis zum Ende seiner Spielerkarriere im Jahr 1972 in der Nemzeti Bajnokság, der höchsten Spielklasse im ungarischen Fußball, zum Einsatz. Nach seinem Debüt am 27. Oktober 1957 (7. Spieltag) bei der 1:3-Niederlage im Heimspiel gegen Szombathelyi Haladás, gegen den er mit dem Treffer zum 1:1 in der 28. Minute sogleich sein erstes Tor erzielte, folgten weitere 321 Punktspiele und weitere 67 Tore. Damit trug er während seiner Vereinszugehörigkeit zu vier Meisterschaften und zwei Pokalsiegen bei.
International nahm er im Zeitraum von 1960 bis 1972 an fünf Pokalwettbewerben, an dreien mehrmals, teil. Insgesamt bestritt er 53 Spiele, in denen er acht Tore erzielte. Im Einzelnen: Mitropapokal (1958; 2/1, 1960; 2/0), Messestädte-Pokal (1962/63; 5/0, 1964/65; 10/1, 1966/67; 6/3, 1967/68; 11/0, 1970/71; 2/0), UEFA-Pokal (1971/72; 7/0), Europapokal der Pokalsieger (1960/61; 2/0), Europapokal der Landesmeister (1963/64; 1/0, 1965/66; 3/0, 1969/70; 2/0). Im Wettbewerb um den Messestädte-Pokal erreichte er jeweils 1965 und 1968 das Finale, jedoch nur das erste wurde mit 1:0 gegen Juventus Turin gewonnen.

### Nationalmannschaft
Als Spieler der Olympiaauswahl nahm er am olympischen Fußballturnier 1960 in Rom teil. Er bestritt alle Spiele der Gruppe D und erzielte beim 6:2-Sieg über die Auswahl Perus das Tor zum 2:1 in der 27. Minute. Als Gruppensieger zog er mit seiner Mannschaft ins Halbfinale ein, in dem am 6. September in Rom die Auswahl Dänemarks mit 2:0 siegte. Das anschließende Spiel um Bronze, in dem er nicht eingesetzt wurde, gewann seine Auswahl am 9. September im Stadio Flaminio in Rom mit 2:1 gegen die Auswahl Italiens.
Für die A-Nationalmannschaft bestritt er 41 Länderspiele, in denen er vier Tore erzielte. Als Nationalspieler debütierte er am 22. Mai 1960 im Népstadion vor 90.000 Zuschauern beim 2:0-Sieg im Freundschaftsspiel gegen die Nationalmannschaft Englands. Sein erstes Länderspieltor erzielte er in seinem zehnten Einsatz am 11. November 1962 in Paris beim 3:2-Sieg im Freundschaftsspiel gegen die Nationalmannschaft Frankreichs mit dem Treffer zum 2:1 in der 35. Minute.
Mit ihr nahm er an der Weltmeisterschaft 1962 in Chile teil, bestritt zwei Spiele der Gruppe D sowie das mit 0:1 gegen die Nationalmannschaft der Tschechoslowakei verlorene Viertelfinale. Nach drei Qualifikationsspielen für die Weltmeisterschaft 1966 in England, nahm er auch an dieser Endrunde teil und bestritt alle drei Spiele der Gruppe C sowie das mit 1:2 gegen die Nationalmannschaft der UdSSR verlorene Viertelfinale, gegen die er mit seiner Mannschaft auch das Nachsehen im Viertelfinale der EM-Qualifikation am 11. Mai 1968 hatte – in seinem zugleich letzten Länderspiel.
Ferner gehörte er zum Aufgebot für die Europameisterschaft 1964. In den Qualifikationsspielen zuvor wurde er in den beiden Achtelfinalspielen gegen die Nationalmannschaft der DDR und in den beiden Viertelfinalspielen gegen die Nationalmannschaft Frankreichs, nicht aber in der Endrunde, eingesetzt.

### Erfolge
- Dritter Europameisterschaft 1964
- Olympische Bronzemedaille 1960
- Messestädte-Pokalsieger 1965, -Finalist 1968
- Ungarischer Meister 1963, 1964, 1967, 1968
- Ungarischer Pokalsieger 1958, 1972, -finalist 1966

## Trainerkarriere
Rákosis Trainerkarriere währte beinahe zwanzig Jahre und erfolgte bis auf knapp zwei Jahre in Kuwait in Ungarn. Zunächst übernahm er vom 1. Januar 1973 bis 30. Juni 1982 die U19-Mannschaft von Ferencváros Budapest, die U19-Nationalmannschaft Ungarns und die von Kecskeméti SC-RSC. Anschließend assistierte er Dezső Novák, der in der Saison 1982/83 Cheftrainer der ersten Mannschaft von Ferencváros Budapest war. Vom 1. September 1983 bis zum 30. Juni 1985 trainierte er die U19-Jugend des kuwaitischen Erstligisten al-Nasr SC.
Nach Ungarn zurückgekehrt, trainierte er die U19- und U17-Nachwuchsnationalmannschaften, war anschließend Co-Trainer der U19-Nationalmannschaft und auch für zwei Monate Interimstrainer von Ferencváros Budapest; vom 1. Januar 1988 bis zum 30. Juni 1990 war er hauptverantwortlicher Trainer dieses Vereins. In der Saison 1991/92 trainierte er den Erstligisten Tatabányai Bányász SC, der am Saisonende absteigen musste. Von 1992 bis 1995 war er beim III. Kerület TVE Budapest tätig, bevor er vom 1. Juli 1995 bis zum 31. August 2000 noch einmal die Jugendmannschaft von Ferencváros Budapest übernahm.